# Nébian
Nébian [ne.bjɑ̃] (en occitan Nevian [ne.'βjan])  est une commune française située dans le centre du département de l'Hérault, en région Occitanie.
Exposée à un climat méditerranéen, elle est drainée par la Dourbie, le ruisseau du Lieutre et par divers autres petits cours d'eau. La commune possède un patrimoine naturel remarquable : un site Natura 2000 (« le Salagou ») et deux zones naturelles d'intérêt écologique, faunistique et floristique.
Nébian est une commune rurale qui compte 1 573 habitants en 2022, après avoir connu une forte hausse de la population depuis 1975. Elle est dans l'agglomération de Clermont-l'Hérault et fait partie de l'aire d'attraction de Montpellier. Ses habitants sont appelés les Nébianais et Nébianaises.

## Géographie

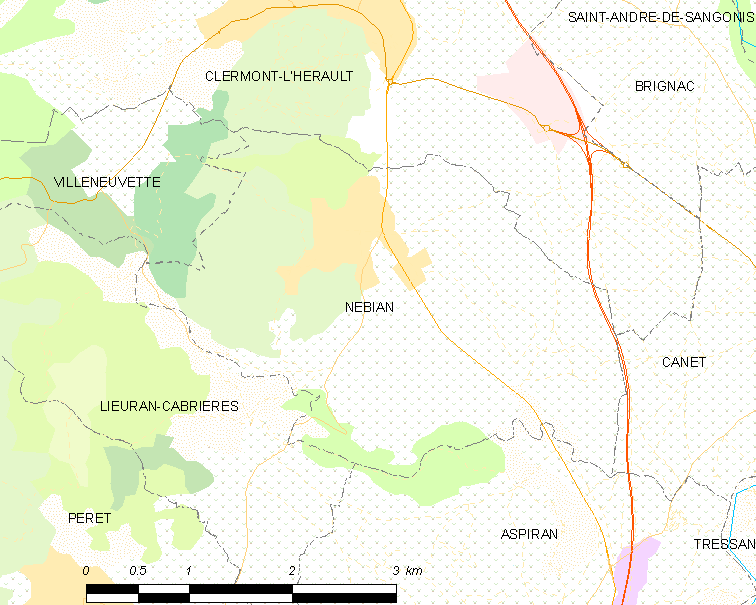
Carte

Village héraultais proche de Clermont-l'Hérault. Son activité principale repose sur la culture de la vigne et la production du vin.

### Communes limitrophes
| Villeneuvette     | Clermont-l'Hérault | Clermont-l'Hérault |
| Lieuran-Cabrières | Nébian             | Canet              |
|                   | Aspiran            |                    |

### Climat
Pour des articles plus généraux, voir Climat de l'Occitanie et Climat de l'Hérault.
En 2010, le climat de la commune est de type climat méditerranéen franc, selon une étude s'appuyant sur une série de données couvrant la période 1971-2000. En 2020, Météo-France publie une typologie des climats de la France métropolitaine dans laquelle la commune est exposée à un climat méditerranéen et est dans la région climatique  Provence, Languedoc-Roussillon, caractérisée par une pluviométrie faible en été, un très bon ensoleillement (2 600 h/an), un été chaud (21,5 °C), un air très sec en été, sec en toutes saisons, des vents forts (fréquence de 40 à 50 % de vents > 5 m/s) et peu de brouillards.
Pour la période 1971-2000, la température annuelle moyenne est de 14,5 °C, avec une amplitude thermique annuelle de 16,4 °C. Le cumul annuel moyen de précipitations est de 795 mm, avec 6,7 jours de précipitations en janvier et 2,6 jours en juillet. Pour la période 1991-2020, la température moyenne annuelle observée sur la station météorologique la plus proche, située sur la commune de Saint-André-de-Sangonis à 8 km à vol d'oiseau, est de 15,5 °C et le cumul annuel moyen de précipitations est de 652,4 mm,. Pour l'avenir, les paramètres climatiques de la commune estimés pour 2050 selon différents scénarios d'émission de gaz à effet de serre sont consultables sur un site dédié publié par Météo-France en novembre 2022.

### Milieux naturels et biodiversité

#### Réseau Natura 2000

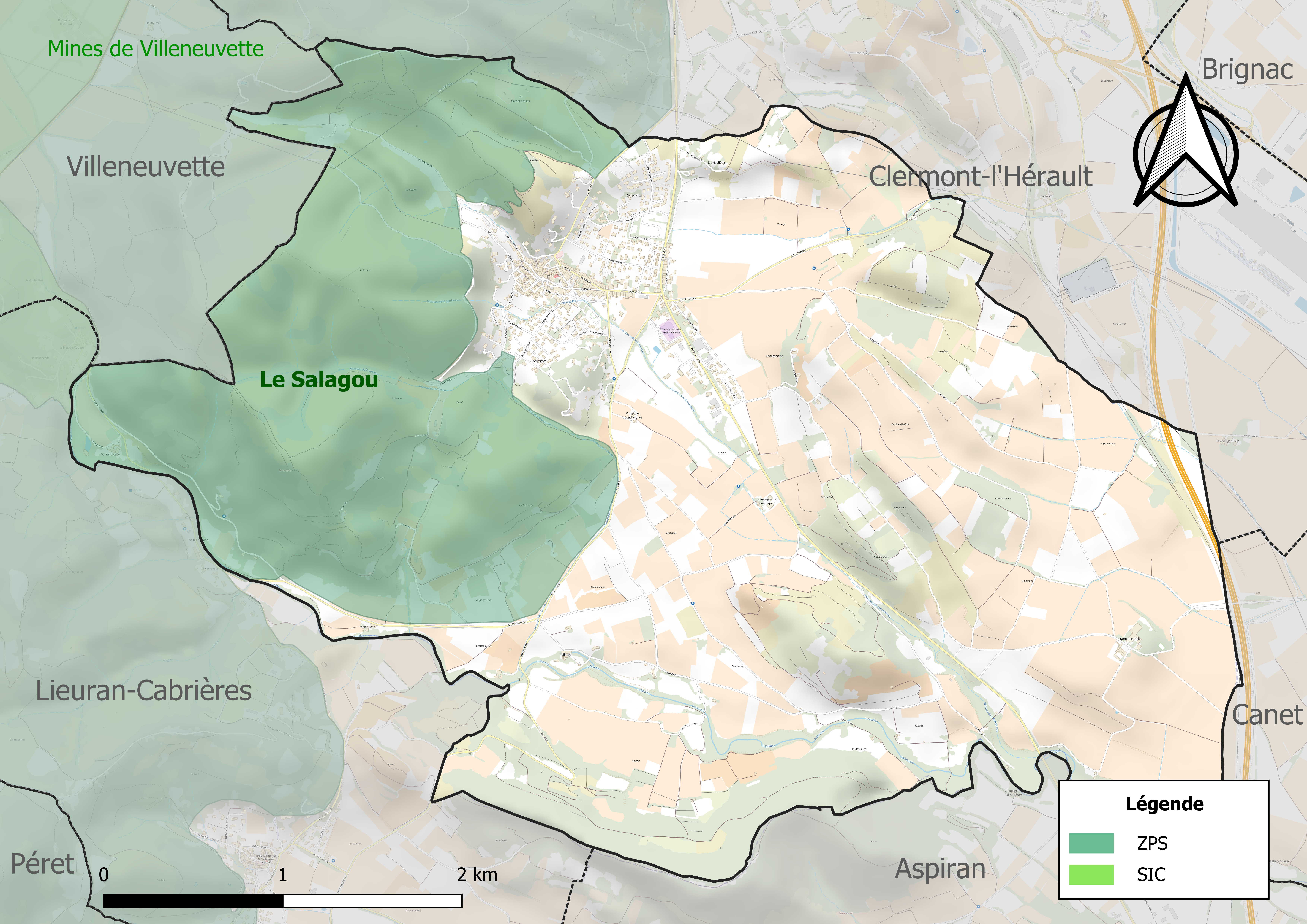
Sites Natura 2000 sur le territoire communal.

Le réseau Natura 2000 est un réseau écologique européen de sites naturels d'intérêt écologique élaboré à partir des directives habitats et oiseaux, constitué de zones spéciales de conservation (ZSC) et de zones de protection spéciale (ZPS).
Un site Natura 2000 a été défini sur la commune au titre  de la directive oiseaux : « le Salagou », d'une superficie de 12 794 ha, effectuant la transition entre la plaine languedocienne et les premiers contreforts de la montagne Noire et du Larzac. Outre l'aigle de Bonelli, trois autres espèces d'oiseaux ont également été prises en compte dans la délimitation de la ZPS, l'Outarde canepetière, le Blongios nain et le Busard cendré.

#### Zones naturelles d'intérêt écologique, faunistique et floristique
L’inventaire des zones naturelles d'intérêt écologique, faunistique et floristique (ZNIEFF) a pour objectif de réaliser une couverture des zones les plus intéressantes sur le plan écologique, essentiellement dans la perspective d’améliorer la connaissance du patrimoine naturel national et de fournir aux différents décideurs un outil d’aide à la prise en compte de l’environnement dans l’aménagement du territoire.
Une ZNIEFF de type 1 est recensée sur la commune :
le « massif de la Ramasse » (391 ha), couvrant 3 communes du département et une ZNIEFF de type 2, : 
le « massif de Mourèze et la plaine agricole et garrigues de Péret » (8 126 ha), couvrant 13 communes du département.

Carte des ZNIEFF de type 1 et 2 à Nébian.
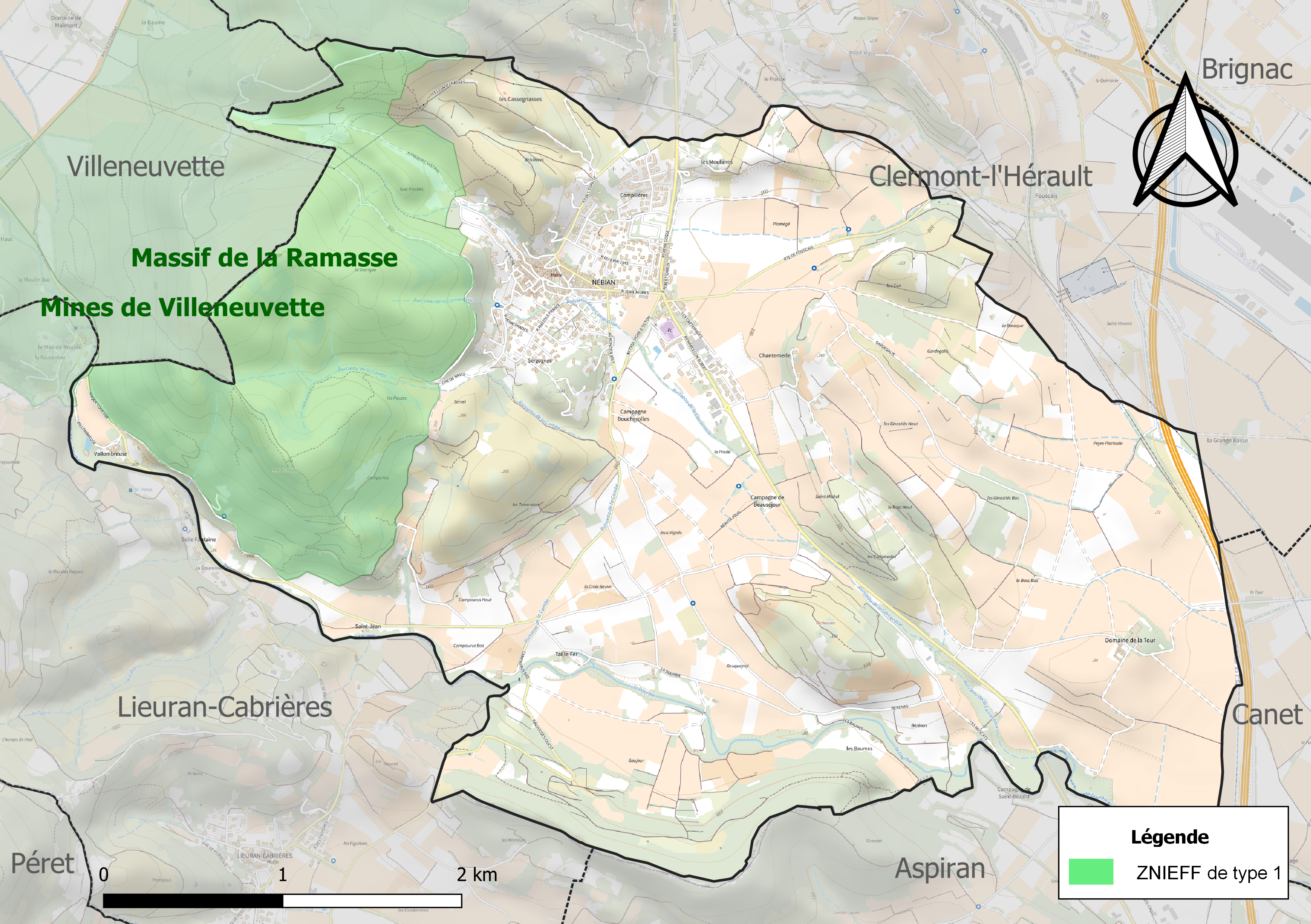
Carte de la ZNIEFF de type 1 sur la commune.
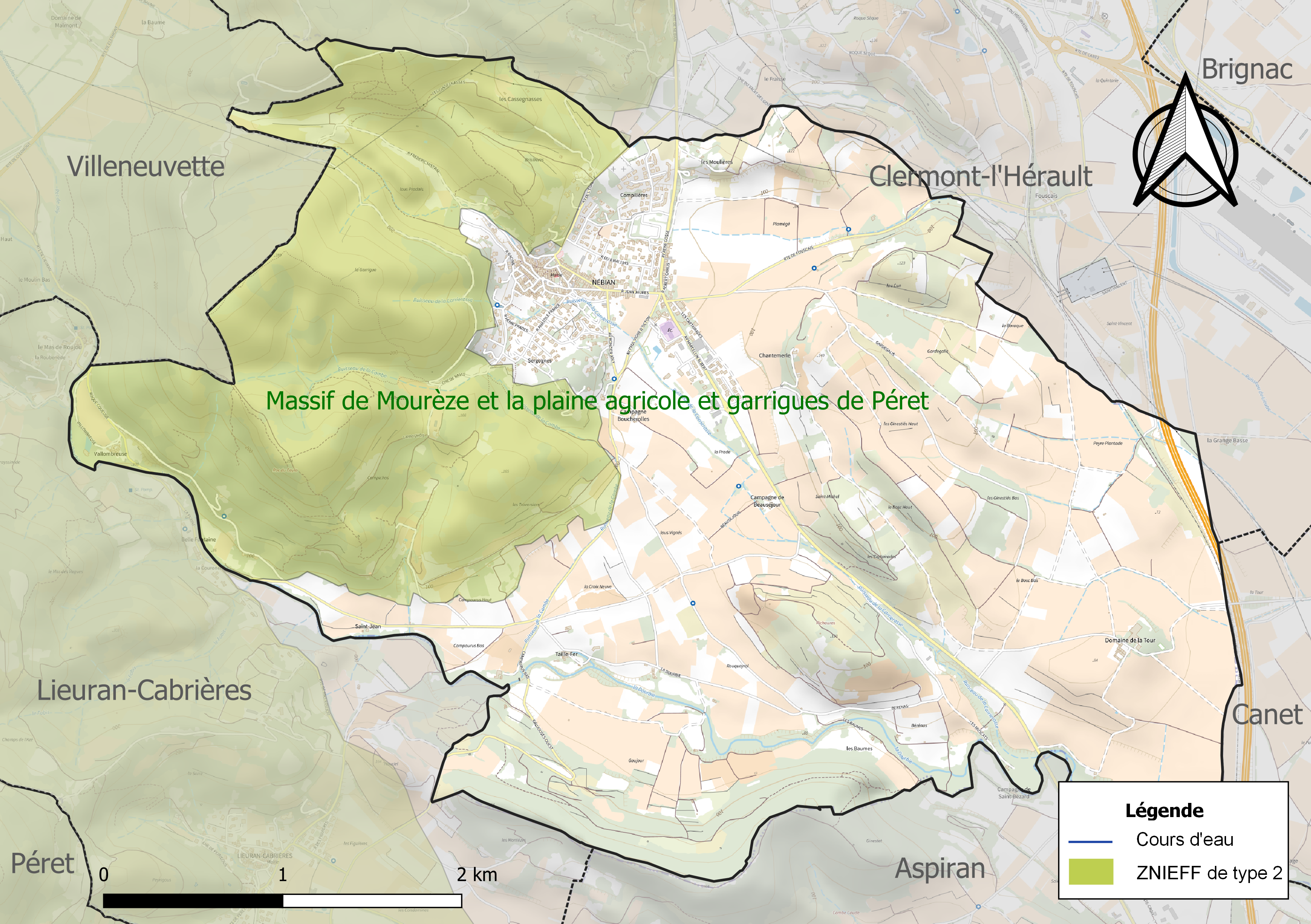
Carte de la ZNIEFF de type 2 sur la commune.

## Urbanisme

### Typologie
Au 1er janvier 2024, Nébian est catégorisée bourg rural, selon la nouvelle grille communale de densité à sept niveaux définie par l'Insee en 2022.
Elle appartient à l'unité urbaine de Clermont-l'Hérault, une agglomération intra-départementale regroupant trois  communes, dont elle est une commune de la banlieue,,. Par ailleurs la commune fait partie de l'aire d'attraction de Montpellier, dont elle est une commune de la couronne,. Cette aire, qui regroupe 161 communes, est catégorisée dans les aires de 700 000 habitants ou plus (hors Paris),.

### Occupation des sols
L'occupation des sols de la commune, telle qu'elle ressort de la base de données européenne d’occupation biophysique des sols Corine Land Cover (CLC), est marquée par l'importance des territoires agricoles (62,9 % en 2018), en diminution par rapport à 1990 (64,2 %). La répartition détaillée en 2018 est la suivante : 
cultures permanentes (59,1 %), milieux à végétation arbustive et/ou herbacée (23,8 %), zones urbanisées (8 %), forêts (5,4 %), zones agricoles hétérogènes (3,7 %). L'évolution de l’occupation des sols de la commune et de ses infrastructures peut être observée sur les différentes représentations cartographiques du territoire : la carte de Cassini (XVIIIe siècle), la carte d'état-major (1820-1866) et les cartes ou photos aériennes de l'IGN pour la période actuelle (1950 à aujourd'hui).

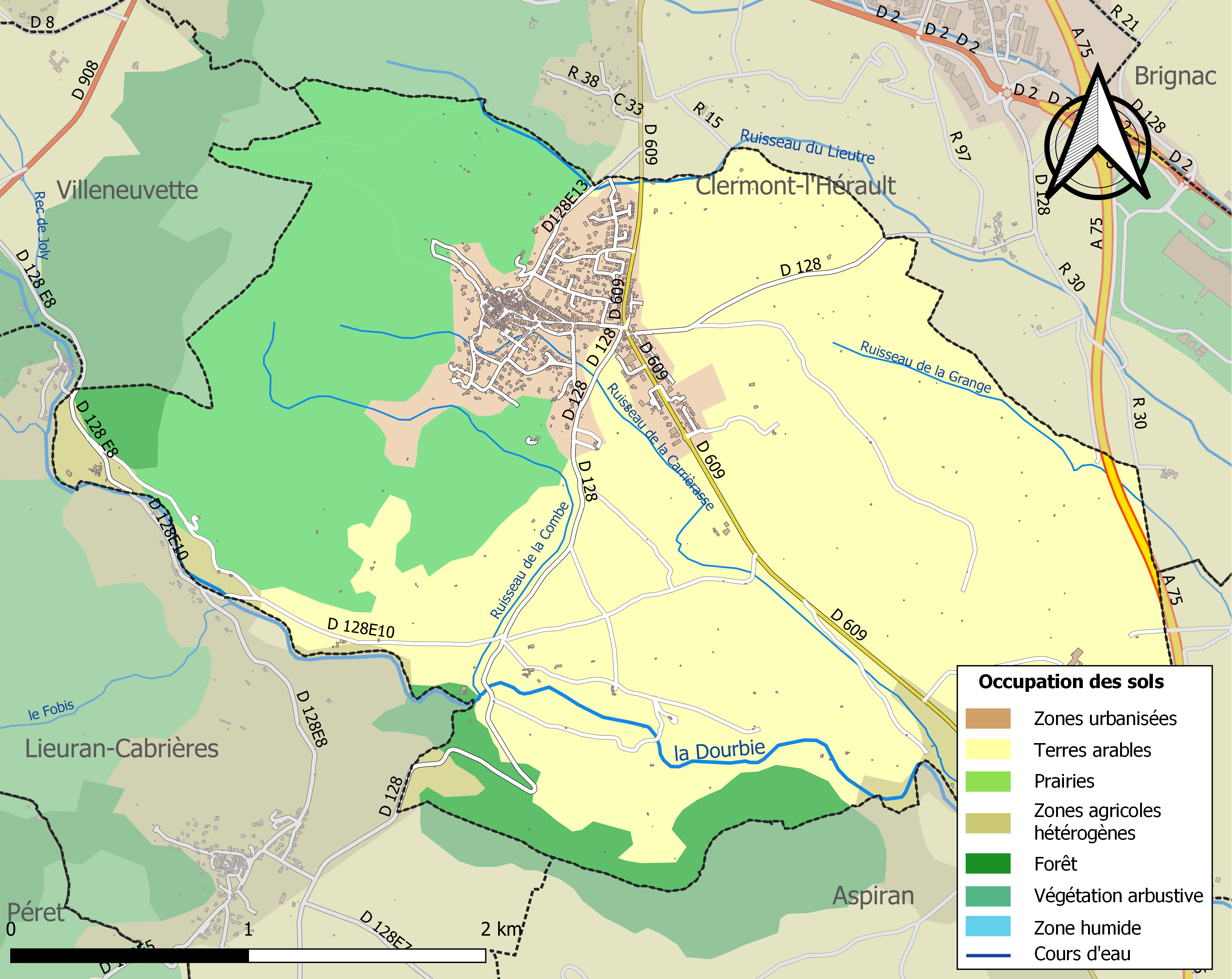
Carte des infrastructures et de l'occupation des sols de la commune en 2018 (CLC).

### Risques majeurs
Le territoire de la commune de Nébian est vulnérable à différents aléas naturels : météorologiques (tempête, orage, neige, grand froid, canicule ou sécheresse), inondations, feux de forêts et séisme (sismicité faible). Il est également exposé à un risque technologique,  le transport de matières dangereuses, et à un risque particulier : le risque de radon. Un site publié par le BRGM permet d'évaluer simplement et rapidement les risques d'un bien localisé soit par son adresse soit par le numéro de sa parcelle.

#### Risques naturels
Certaines parties du territoire communal sont susceptibles d’être affectées par le risque d’inondation par débordement de cours d'eau, notamment la Dourbie. La commune a été reconnue en état de catastrophe naturelle au titre des dommages causés par les inondations et coulées de boue survenues en 1982, 1990, 1997, 2016 et 2019,.
Nébian est exposée au risque de feu de forêt. Un plan départemental de protection des forêts contre les incendies (PDPFCI) a été approuvé en juin 2013 et court jusqu'en 2022, où il doit être renouvelé. Les mesures individuelles de prévention contre les incendies sont précisées par deux arrêtés préfectoraux et s’appliquent dans les zones exposées aux incendies de forêt et à moins de 200 mètres de celles-ci. L’arrêté du 25 avril 2002 réglemente l'emploi du feu en interdisant notamment d’apporter du feu, de fumer et de jeter des mégots de cigarette dans les espaces sensibles et sur les voies qui les traversent sous peine de sanctions. L'arrêté du 11 mars 2013 rend le débroussaillement obligatoire, incombant au propriétaire ou ayant droit,.

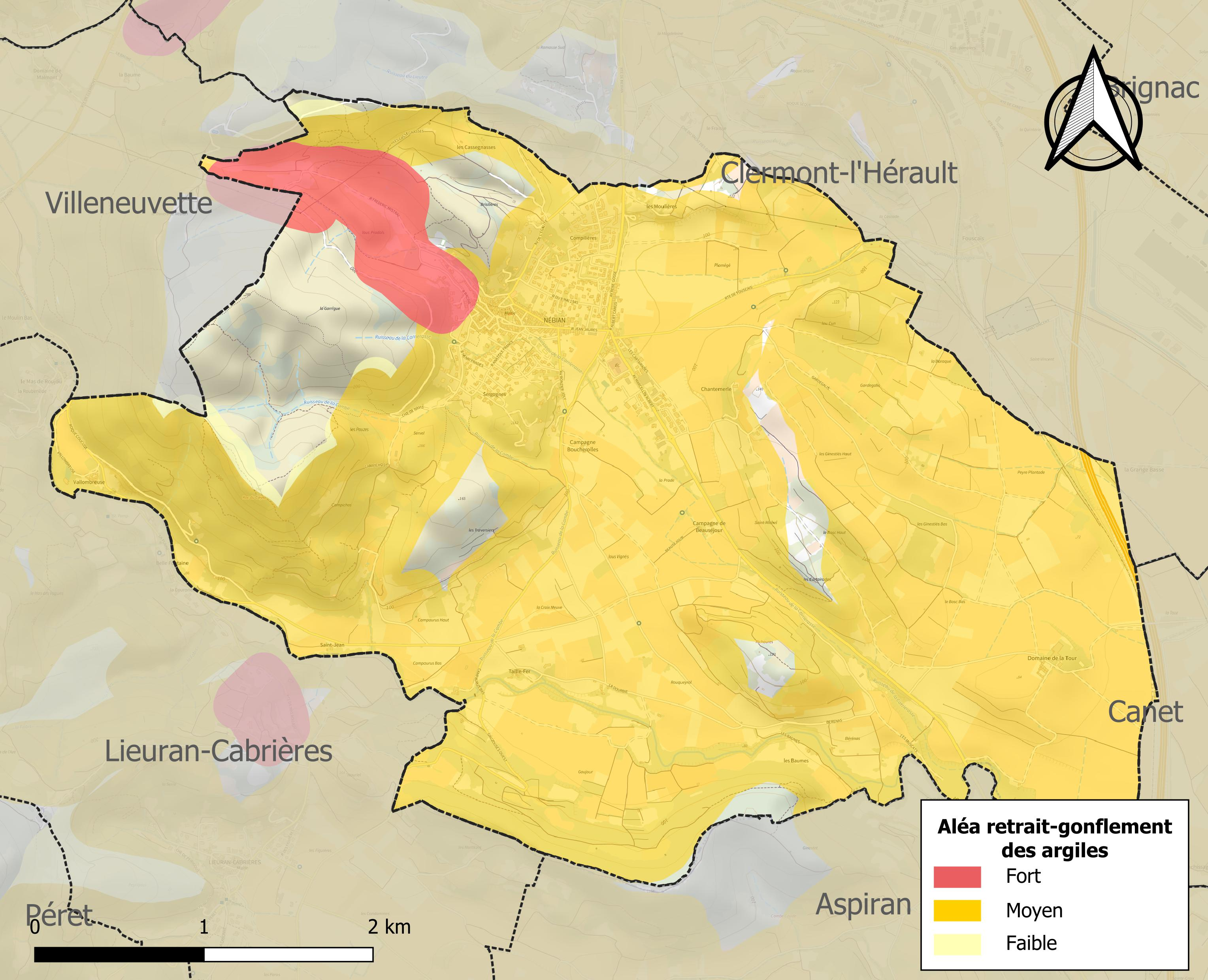
Carte des zones d'aléa retrait-gonflement des sols argileux de Nébian.

Le retrait-gonflement des sols argileux est susceptible d'engendrer des dommages importants aux bâtiments en cas d’alternance de périodes de sécheresse et de pluie. 88,1 % de la superficie communale est en aléa moyen ou fort (59,3 % au niveau départemental et 48,5 % au niveau national). Sur les 700 bâtiments dénombrés sur la commune en 2019, 695 sont en aléa moyen ou fort, soit 99 %, à comparer aux 85 % au niveau départemental et 54 % au niveau national. Une cartographie de l'exposition du territoire national au retrait gonflement des sols argileux est disponible sur le site du BRGM,.
Par ailleurs, afin de mieux appréhender le risque d’affaissement de terrain, l'inventaire national des cavités souterraines permet de localiser celles situées sur la commune.

#### Risques technologiques
Le risque de transport de matières dangereuses sur la commune est lié à sa traversée par des infrastructures routières ou ferroviaires importantes ou la présence d'une canalisation de transport d'hydrocarbures. Un accident se produisant sur de telles infrastructures est susceptible d’avoir des effets graves sur les biens, les personnes ou l'environnement, selon la nature du matériau transporté. Des dispositions d’urbanisme peuvent être préconisées en conséquence.

#### Risque particulier
Dans plusieurs parties du territoire national, le radon, accumulé dans certains logements ou autres locaux, peut constituer une source significative d’exposition de la population aux rayonnements ionisants. Certaines communes du département sont concernées par le risque radon à un niveau plus ou moins élevé. Selon la classification de 2018, la commune de Nébian est classée en zone 2, à savoir zone à potentiel radon faible mais sur lesquelles des facteurs géologiques particuliers peuvent faciliter le transfert du radon vers les bâtiments.

## Toponymie
La commune a été connue sous les variantes : in Nibiano (990), villa que vocant Nibiano (1008), castro Nibiano (1112), apud Nibianum (1122), ad Nibianum (1129), castel de Nebian (1160), terminio Nibiani (1174), P. Raimunz de Nebia (1185), parrochia S. Juliani de Nebiano (1234, 1252), Nebian (1643) etc.
Le nom dérive d'un domaine gallo-romain, gentilice latin Naevius +  suffixe -anum.

## Les Hospitaliers
Il existait à Nébian une commanderie qui a appartenu aux Hospitaliers de l'ordre de Saint-Jean de Jérusalem.

## Héraldique
| Blason de Nébian | Blason  | Coupé : au premier d'azur au soleil d'or, au second de gueules au cep de vigne au naturel feuillé de sinople et fruité d'or. |
| Blason de Nébian | Détails | Le statut officiel du blason reste à déterminer.                                                                             |

## Politique et administration
| Période                                  | Période      | Identité                         | Étiquette | Qualité                                     |
| ---------------------------------------- | ------------ | -------------------------------- | --------- | ------------------------------------------- |
| 1792                                     | 1803         | Antoine Desfours                 |           |                                             |
| 1803                                     | 1807         | O. Arnihac                       |           |                                             |
| 1807                                     | 1815         | J-P Delpon                       |           |                                             |
| 1815                                     | 1819         | P. Vaisse                        |           |                                             |
| 1819                                     | 1822         | G. Vernazobres                   |           |                                             |
| 1822                                     | 1829         | B-L Beloury                      |           |                                             |
| 1829                                     | 1834         | P-E Blanc                        |           |                                             |
| 1834                                     | 1843         | M. Beloury                       |           |                                             |
| 1843                                     | 1851         | L. Arnihac                       |           |                                             |
| 1851                                     | 1852         | G. Vernazobres                   |           |                                             |
| 1852                                     | 1856         | J. Vernazobres                   |           |                                             |
| 1856                                     | 1875         | P. Blanc                         |           |                                             |
| 1875                                     | 1881         | Samuel Donnadieu                 |           |                                             |
| 1881                                     | 1896         | Ismael Crouzet                   |           |                                             |
| 1896                                     | 1900         | Albert Desfours                  |           |                                             |
| 1900                                     | 1908         | Léon Calvie                      |           |                                             |
| 1908                                     | 1925         | Fortuné Audran                   |           |                                             |
| 1925                                     | 1935         | Joseph Lecou                     |           |                                             |
| 1935                                     | 1945         | Joseph Vidal                     |           |                                             |
| 1945                                     | 1967 (décès) | Joseph Vidal                     | SFIO      | Viticulteur, conseiller général (1945-1949) |
| 1967                                     | 1971         | Marcel Vidal (fils du précédent) | SFIO      | Conseiller général (1967-2004)              |
| 1971                                     | 1990         | Julien Vidal                     |           |                                             |
| 1990                                     | mars 2001    | Aimé Laurent                     |           |                                             |
| mars 2001                                | 2014         | François Lieb                    |           |                                             |
| 2014                                     | En cours     | Francis Bardeau                  | PS        | Fonctionnaire                               |
| Les données manquantes sont à compléter. |              |                                  |           |                                             |

## Démographie
L'évolution du nombre d'habitants est connue à travers les recensements de la population effectués dans la commune depuis 1793. Pour les communes de moins de 10 000 habitants, une enquête de recensement portant sur toute la population est réalisée tous les cinq ans, les populations de référence des années intermédiaires étant quant à elles estimées par interpolation ou extrapolation. Pour la commune, le premier recensement exhaustif entrant dans le cadre du nouveau dispositif a été réalisé en 2007.

En 2022, la commune comptait 1 573 habitants, en évolution de +12,76 % par rapport à 2016 (Hérault : +7,49 %, France hors Mayotte : +2,11 %).
| 1793 | 1800 | 1806 | 1821 | 1831 | 1836  | 1841  | 1846  | 1851  |
| ---- | ---- | ---- | ---- | ---- | ----- | ----- | ----- | ----- |
| 753  | 795  | 870  | 909  | 999  | 1 081 | 1 102 | 1 103 | 1 031 |

| 1856  | 1861  | 1866 | 1872 | 1876 | 1881 | 1886 | 1891 | 1896 |
| ----- | ----- | ---- | ---- | ---- | ---- | ---- | ---- | ---- |
| 1 055 | 1 057 | 981  | 935  | 953  | 860  | 752  | 795  | 866  |

| 1901 | 1906 | 1911 | 1921 | 1926  | 1931  | 1936 | 1946 | 1954 |
| ---- | ---- | ---- | ---- | ----- | ----- | ---- | ---- | ---- |
| 923  | 928  | 971  | 941  | 1 002 | 1 036 | 984  | 979  | 906  |

| 1962 | 1968 | 1975 | 1982 | 1990 | 1999  | 2006  | 2007  | 2012  |
| ---- | ---- | ---- | ---- | ---- | ----- | ----- | ----- | ----- |
| 882  | 854  | 780  | 772  | 957  | 1 026 | 1 091 | 1 100 | 1 358 |

| 2017  | 2022  | - | - | - | - | - | - | - |
| ----- | ----- | - | - | - | - | - | - | - |
| 1 388 | 1 573 | - | - | - | - | - | - | - |

## Économie

### Revenus
En 2018, la commune compte 635 ménages fiscaux, regroupant 1 540 personnes. La médiane du revenu disponible par unité de consommation est de 19 920 € (20 330 € dans le département).

### Emploi
|                | 2008   | 2013   | 2018   |
| -------------- | ------ | ------ | ------ |
| Commune        | 7,8 %  | 11 %   | 12,6 % |
| Département    | 10,1 % | 11,9 % | 12 %   |
| France entière | 8,3 %  | 10 %   | 10 %   |

En 2018, la population âgée de 15 à 64 ans s'élève à 886 personnes, parmi lesquelles on compte 75,9 % d'actifs (63,3 % ayant un emploi et 12,6 % de chômeurs) et 24,1 % d'inactifs,. En  2018, le taux de chômage communal (au sens du recensement) des 15-64 ans est supérieur à celui du département et de la France, alors qu'en 2008 la situation était inverse.
La commune fait partie de la couronne de l'aire d'attraction de Montpellier, du fait qu'au moins 15 % des actifs travaillent dans le pôle,. Elle compte 183 emplois en 2018, contre 181 en 2013 et 155 en 2008. Le nombre d'actifs ayant un emploi résidant dans la commune est de 564, soit un indicateur de concentration d'emploi de 32,4 % et un taux d'activité parmi les 15 ans ou plus de 59,2 %.
Sur ces 564 actifs de 15 ans ou plus ayant un emploi, 114 travaillent dans la commune, soit 20 % des habitants. Pour se rendre au travail, 88,6 % des habitants utilisent un véhicule personnel ou de fonction à quatre roues, 2,7 % les transports en commun, 4,4 % s'y rendent en deux-roues, à vélo ou à pied et 4,3 % n'ont pas besoin de transport (travail au domicile).

### Activités hors agriculture

#### Secteurs d'activités
101 établissements sont implantés  à Nébian au 31 décembre 2019. Le tableau ci-dessous en détaille le nombre par secteur d'activité et compare les ratios avec ceux du département,.
| Secteur d'activité                                                                                        | Commune | Commune | Département |
| Secteur d'activité                                                                                        | Nombre  | %       | %           |
| --- | ------- | ------- | ----------- |
| Ensemble                                                                                                  | 101     | 100 %   | (100 %)     |
| Industrie manufacturière, industries extractives et autres                                                | 2       | 2 %     | (6,7 %)     |
| Construction                                                                                              | 27      | 26,7 %  | (14,1 %)    |
| Commerce de gros et de détail, transports, hébergement et restauration                                    | 22      | 21,8 %  | (28 %)      |
| Information et communication                                                                              | 3       | 3 %     | (3,3 %)     |
| Activités financières et d'assurance                                                                      | 1       | 1 %     | (3,2 %)     |
| Activités immobilières                                                                                    | 5       | 5 %     | (5,3 %)     |
| Activités spécialisées, scientifiques et techniques et activités de services administratifs et de soutien | 13      | 12,9 %  | (17,1 %)    |
| Administration publique, enseignement, santé humaine et action sociale                                    | 24      | 23,8 %  | (14,2 %)    |
| Autres activités de services                                                                              | 4       | 4 %     | (8,1 %)     |

Le secteur de la construction est prépondérant sur la commune puisqu'il représente 26,7 % du nombre total d'établissements de la commune (27 sur les 101 entreprises implantées  à Nébian), contre 14,1 % au niveau départemental.

#### Entreprises et commerces
Les trois entreprises ayant leur siège social sur le territoire communal qui génèrent le plus de chiffre d'affaires en 2020 sont : 
- E.pieces Froid, vente à distance sur catalogue spécialisé (344 k€) ;
- Superette A Bieres, commerce de détail de boissons en magasin spécialisé (151 k€) ;
- Jc-Farret Carrelages, travaux de revêtement des sols et des murs (0 k€).

### Agriculture
La commune est dans le « Soubergues », une petite région agricole occupant le nord-est du département de l'Hérault. En 2020, l'orientation technico-économique de l'agriculture  sur la commune est la viticulture.
|               | 1988 | 2000 | 2010 | 2020 |
| ------------- | ---- | ---- | ---- | ---- |
| Exploitations | 130  | 83   | 43   | 36   |
| SAU (ha)      | 536  | 539  | 478  | 297  |

Le nombre d'exploitations agricoles en activité et ayant leur siège dans la commune est passé de 130 lors du recensement agricole de 1988  à 83 en 2000 puis à 43 en 2010 et enfin à 36 en 2020, soit une baisse de 72 % en 32 ans. Le même mouvement est observé à l'échelle du département qui a perdu pendant cette période 67 % de ses exploitations,. La surface agricole utilisée sur la commune a également diminué, passant de 536 ha en 1988 à 297 ha en 2020. Parallèlement la surface agricole utilisée moyenne par exploitation a augmenté, passant de 4 à 8 ha.

## Culture locale et patrimoine

### Lieux et monuments
- Jardin public, lieu de réunion de tous les jeunes Nébianais.
- Stade municipal, stade du FC Nébian. À la suite de la décision de la mairie, le stade n’existe plus depuis l'année 2013 et sa destruction pour laisser place à un lotissement. En 2016, le chantier est toujours en l'état, les vestiaires existant encore.
- Église Saint-Julien-de-Brioude, avec un sarcophage wisigothique.
- Commanderie de l'ordre de Saint-Jean de Jérusalem.
- Chapelle Saint-Jean-de-Lestinclières.
- Place de la Liberté : tour de l'horloge et porte avec une herse, fontaine dite le "griffe".
- Le village fortifié (avec tour et demi-tours).
- Les vieilles rues.
- La source de Navis, avec un système d'irrigation datant du Moyen Âge et une calade restaurée.
- Mairie.
- Salle des fêtes.

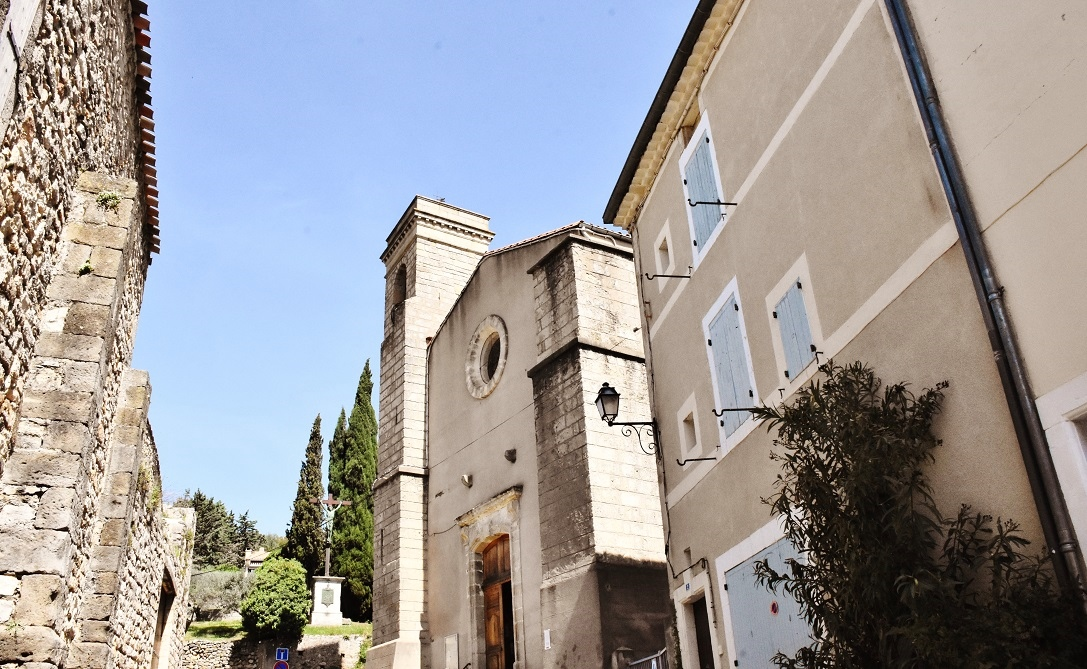
Église Saint-Julien-de-Brioude.
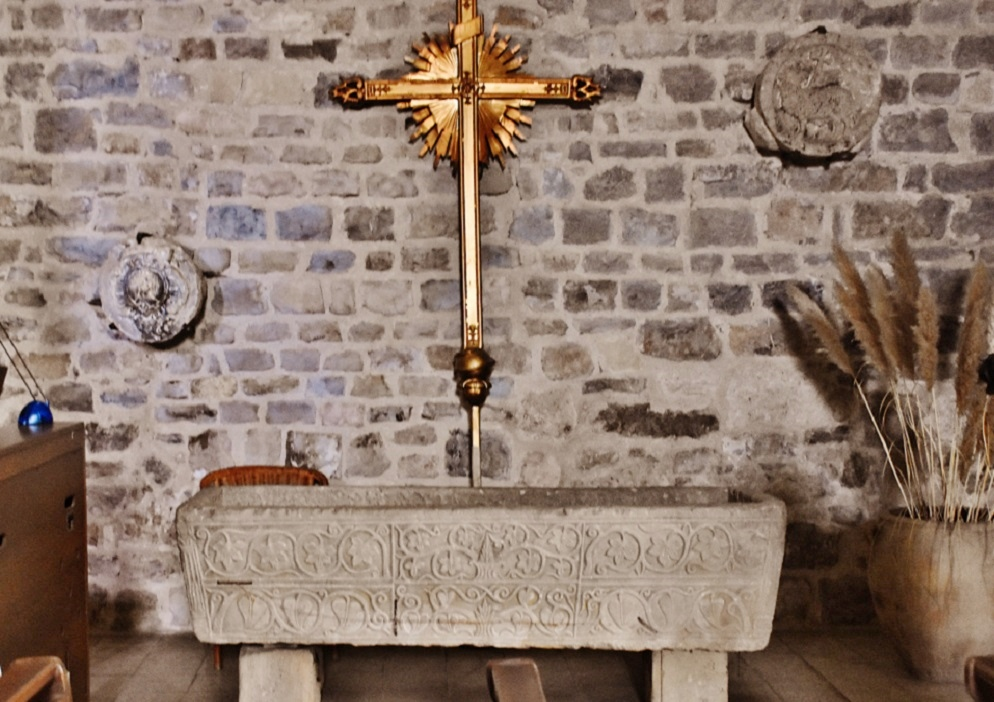
Sarcophage wisigothique dans l'église.
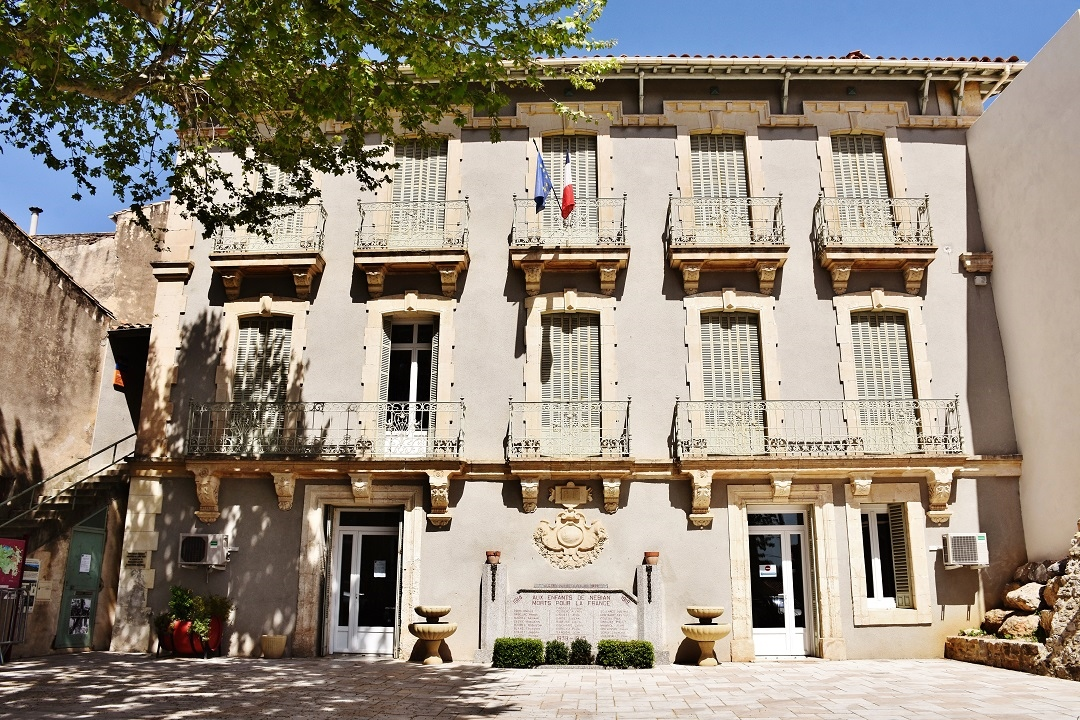
Mairie de Nébian.
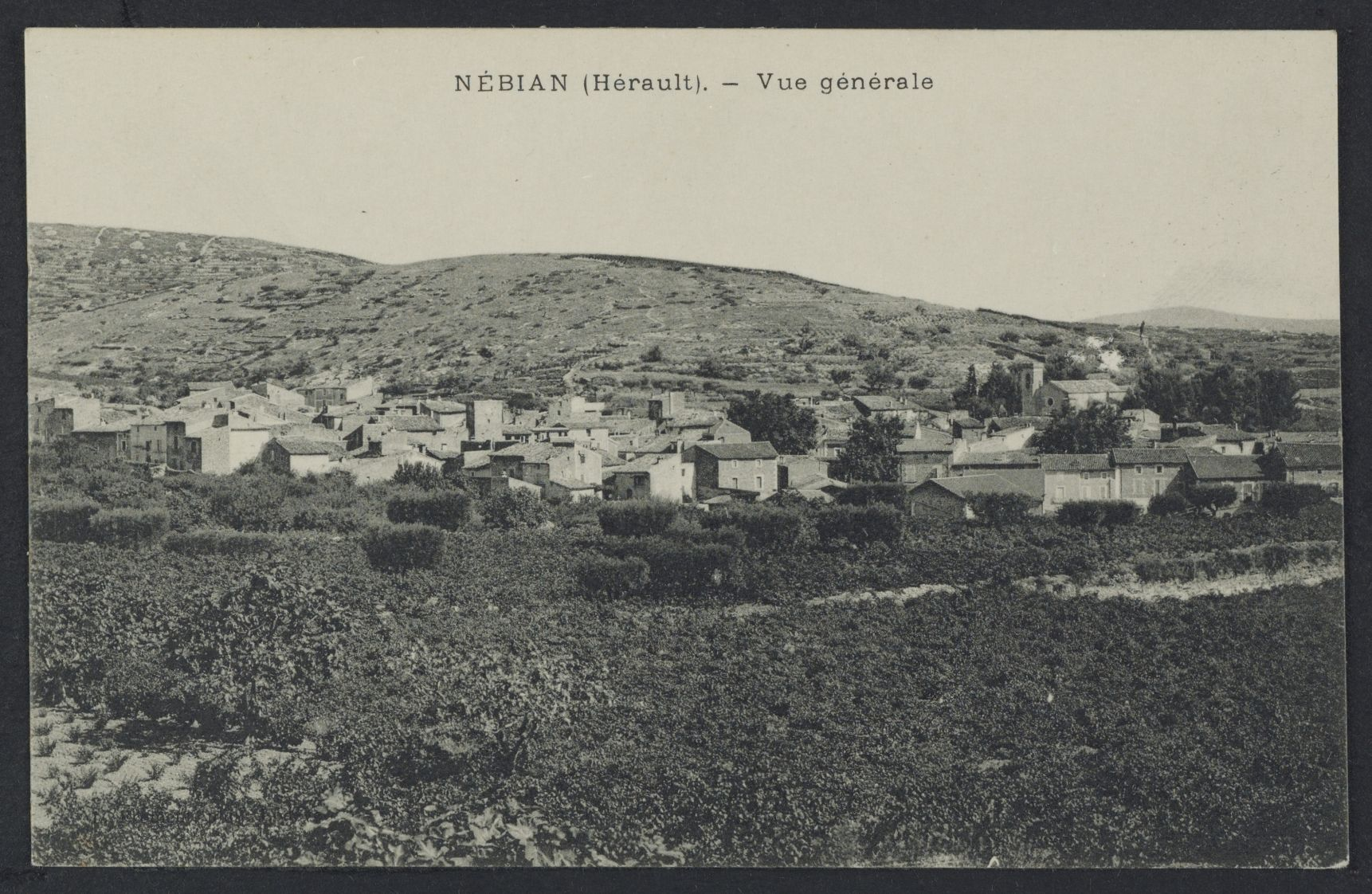
Vue générale du village

### Personnalités liées à la commune
- Henri Prades (1920-1989), instituteur et archéologue amateur, découvreur du site de Lattara, natif de Nébian d'une famille d'immigrants espagnols[32].